# 투가이스
투가이스는 대한민국의 트로트 음악 그룹이다.

## 구성원
- 김민진
- 이성훈

## 경력
- 2007년 영화 '복면달호' OST 참여

## 음반
- 2007년 1집 미치도록